# 博蒙地区讷维尔 (芒什省)
博蒙地区讷维尔（法語：Neuville-en-Beaumont）是法国芒什省的一个市镇，属于谢尔布尔区（Cherbourg）圣索弗勒维孔特县（Saint-Sauveur-le-Vicomte）。该市镇总面积1.69平方公里，2009年时的人口为38人。

## 人口
博蒙地区讷维尔人口变化图示